# پایال غوش
پایال غوش (به انگلیسی: Payal Ghosh)(زاده ۱۳ نوامبر ۱۹۸۹) بازیگر هندی است.
از فیلم‌هایی که وی در آن نقش داشته‌است می‌توان به آفتاب‌پرست، عروسی پنجابی پاتل اشاره کرد.